# Wolfgang Schomburg
Wolfgang Schomburg   (Berlín, 9 d'abril de 1948) és un jutge alemany. Va ser el primer jutge alemany al Tribunal Penal Internacional per a l'antiga Iugoslàvia i al Tribunal Penal Internacional per a Ruanda. És considerat un dels grans especialistes mundials en dret penal internacional i transnacional, drets humans i cooperació mútua en afers penals.

## Biografia
Va estudiar dret a Berlín i va obtenir la seva primera llicenciatura a la Universitat Lliure de Berlín el 1971 i la segona el 1974. Va ampliar estudis a la London School of Economics. El mateix any va ser nomenat fiscal a Berlín (Oest), posteriorment jutge i fiscal general a Berlín. Des del 1989 fins al 1991 va exercir com a sotssecretari d'Estat de Justícia al Departament de Justícia de la ciutat de Berlín. Des d'aquell càrrec va viure la caiguda del mur de Berlin i el procés de reunificació alemanya.
Entre 1991 i 1995 va exercir d'advocat a la mateixa ciutat, especialitzant-se en casos de dret penal internacional. Aquell any va ser nomenat jutge al Tribunal Suprem Federal Alemany (Bundesgerichtshof) a Karlsruhe. Des del 1995 fins al 2000 va ser jutge a la Cort Federal de Karlsruhe, i posteriorment va treballar a la Cort Penal Internacional. El 2007 va dimitir del tribunal d'apel·lació de l'ICTY argumentant que el judici no podia ser just, ja que l'acusat (Slobodan Milosevic) s'estava defensant a si mateix.
Ha publicat més de 200 estudis i llibres sobre temes de Dret Penal Internacional i transnacional, drets humans i cooperació mútua, i és autor del comentari sobre “Cooperació internacional en assumptes penals”. Ha col·laborat tant amb Escola Judicial com amb l'Escola de Policia d'Alemanya. Participa sovint en congressos i conferències organitzades des de la Unió Europea o l'American Bar Association.
El març de 2018 va unir-se a l'equip d'advocats de Carles Puigdemont, poc després de ser aquest detingut en territori alemany.